# Realschule Camper Höhe
Die Realschule Camper Höhe ist eine der zwei staatlichen Realschulen der Hansestadt Stade.
Mit ihrem über 150-jährigen Bestehen ist sie eine der ältesten Realschulen Niedersachsens. Im Gegensatz zu den meisten anderen Realschulen der Region ist sie keine Ganztagsschule. Die meisten Schüler kommen aus der Stader Innenstadt, Horst, Kopenkamp, Campe, Klein Thun, Bützfleth, Bützflether Moor, Götzdorf, Abbenfleth, Ottenbeck Hagen und Haddorf.

## Rektor Heinrich Ahrens
Heinrich Ahrens (1905–1977) wurde 1964 Rektor der Schule. Er besuchte von 1919 bis 1925 das Lehrerseminar und arbeitete ab 1927 als Redakteur für das Stader Tageblatt. Nach Jahren als Lehrer und Rektor in Hamburg wurde er 1939 mit der Dissertation Die deutsche Wandervogelbewegung von den Anfängen bis zum Weltkrieg an der Universität Hamburg promoviert. Zusammen mit Siegfried Copalle veröffentlichte er 1954 Die Wandervogelbünde von der Gründung bis zum 1. Weltkrieg. 1955 veröffentlichte er die Chronik 100 Jahre Mittelschule Stade. Ahrens war von 1966 bis 1972 Mitglied des Rats der Stadt Stade. Er gehörte der FDP an.

## Schüleraustausch
Die Realschule führte alle paar Jahre einen Schüleraustausch, meist mit Mädchen, mit einer Mädchenschule in Sendai (Japan) durch. Diese Schüler lernen dann vor dem Austausch monatelang die japanische Sprache sowie die japanische Etikette. Der Austausch ging an das Vincent-Lübeck-Gymnasium, da keine Nachfolger an dieser Schule gefunden wurden, die sich für eine solche Leitung bereit erklärt hätten.
Die Schule führt ebenso einen Schüleraustausch mit einer englischen Schule in Ferndown, die in der englischen Grafschaft Dorset liegt, durch.

## Sonstiges
- Im Jahr 2005 kamen einige tausend Euro bei einem Sponsorenlauf für indische Kinder zusammen.
- Die Schülerzeitung der Realschule heißt Campe News.